# Danilo Marcelino
Danilo Marcelino (Natal, 8 de março de 1966) é um ex-tenista brasileiro.

## Biografia
Danilo Marcelino entrou no circuito profissional em 1985, chegando a figurar entre os 100 melhores do mundo. Foi o 91º em simples e 73º, em duplas, posições máximas alcançadas em sua carreira.
Jogou todos os Grand Slams, inclusive contra Pete Sampras em Wimbledon. Representou o Brasil por três vezes na Copa Davis, venceu inúmeros torneios Challenger, derrotou tenistas como Diego Pérez e Brad Gilbert, e os duplistas Rick Leach e Jim Pugh quando eram número um do mundo.
Em duplas, foi às oitavas-de-final do US Open, se sagrou vice-campeão do Aberto da Itália, jogou várias semifinais da ATP Tour e chegou à final do Masters Series de Roma, em que foi derrotado em partida histórica por Pete Sampras e Jim Courier.
Após deixar as quadras, Marcelino se manteve envolvido diretamente com o tênis: administrou uma academia da modalidade, foi técnico das principais jogadoras do país e capitão da equipe brasileira da Fed Cup, a versão feminina da Copa Davis.
Atualmente, acompanhado do antigo parceiro de duplas, Nelson Aerts, é dono da Try Sports, empresa promotora esportiva que realiza eventos competitivos, de relacionamento e informação, em diversas regiões do Brasil.

## Circuito de tênis Masters Tour
O Masters Tour foi criado em 2003 por Danilo Marcelino e por Nelson Aerts, campeão dos Jogos Pan-Americanos de Havana por equipes. Os dois tenistas dirigem a Try Sports, organizadora do evento. A parceria com o Banco Itaú, que também é patrocinador oficial de torneios Future e Challenger, do ATP 250 de Viña del Mar, do Rio Open e do Masters 1000 de Miami, surgiu em 2010, quando a competição passou a denominar-se Itaú Masters Tour, e a ser disputada também por mulheres, entre as quais representantes do Brasil na Fed Cup.
O evento conta com a presença de nomes importantes do tênis, como Thomaz Koch, Givaldo Barbosa, Dadá Vieira, Patrícia Medrado, Gisele Miró, Ivan Kley e João Soares, entre outros.